# Legceïba
Legceïba este un oraș în regiunea Gorgol, Mauritania. În 2005 avea 16.809 de locuitori.